# Hong Kong Philharmonic Orchestra

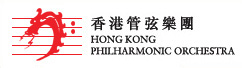
Logo

Het Hong Kong Philharmonic Orchestra (HKPO, 港樂), is het grootste symfonieorkest in Hongkong.

## Geschiedenis
Het HKPO is voortgekomen uit het Sino-British Orchestra (中英管弦樂團), een amateurorkest dat in 1895 werd opgericht. In 1957 werd de naam van het orkest veranderd in The Hong Kong Philharmonic Orchestra. Dankzij overheidssteun kon het HKPO in 1974 een professioneel orkest worden.
In februari 1986, maakte het HKPO, onder leiding van de dirigent Kenneth Schermerhorn, voor de eerste maal een tournee langs een aantal steden in de Volksrepubliek. In de herfst van 1995, reisde het HKPO naar negen steden in de Verenigde Staten van Amerika en Canada voor debuutoptredens in Noord-Amerika. Het eerste bezoek aan Europa volgde in 2003, met optredens in de Barbican Hall in Londen, in Belfast, Dublin en in Parijs (Théâtre des Champs-Élysées).
De Nederlandse dirigent Edo de Waart was artistiek directeur en chef-dirigent van het HKPO van 2004 tot en met het seizoen 2011-1012. Een eerdere chef-dirigent was onder meer David Atherton. Hij is 'Conductor Laureate' van het HKPO. In januari 2012 kondigde het HKPO de aanstelling aan van Jaap van Zweden als nieuwe 'Music Director', met ingang van het seizoen 2012-2013. De aanstelling duurt ten minste vier seizoenen.
Ongeveer 60 procent van het budget van het HKPO is afkomstig van een bijdrage van de overheid van Hongkong. De overige 40 procent zijn afkomstig van kaartverkoop, vergoedingen voor optredens, sponsorship, advertenties en donaties.
Jaarlijks treedt het HKPO meer dan 140 keer op. Het aantal toeschouwers bedraagt meer dan 180.000 per jaar. 
Het HKPO treedt meestal op in de concertzaal van het 'Hong Kong Cultural Centre' en in de concertzaal van het stadhuis van Hongkong, 'City Hall'.
Naast klassieke muziek, vertolkt het HKPO ook moderne muziek. Het orkest heeft opgetreden met lokale artiesten zoals Hacken Lee, Jacky Cheung, Frances Yip, Teresa Carpio, Leehom Wang en Hins Cheung.

## Dirigenten
Artistiek directeuren:
- 1974-1975  Kek-tjiang Lim (林克昌)
- 1977-1978  Hans-Gunther Mommer
- 1979-1981  Ling Tung (董麟)
- 1984-1989  Kenneth Schermerhorn
- 1989-2000  David Atherton
- 2000-2003  Samuel Wong (黃大德)
- 2004–2012  Edo de Waart
- 2012-heden Jaap van Zweden

Eredirigent:
- 2000–heden David Atherton

Belangrijkste gastdirigenten:
- 1982-1985 Maxim Shostakovich
- 1984-1993 Kenneth Jean (甄健豪)

Lokale dirigenten:
- 1984-1986 John Lau (劉子成)
- 1986-2000 Wing-sie Yip